# Rheidol
La Rheidol est une rivière galloise qui rejoint la rivière Ystwyth à Aberystwyth, ville du centre du pays de Galles.